# XIII SS Cuerpo de Ejército
El XIII SS Cuerpo de Ejército se formó en agosto de 1944 en Breslavia. Fue trasladado a Francia y al Frente Occidental. A finales de abril de 1945, algunos restos del XIII Cuerpo operaban en Checoslovaquia, donde se encontraron con la 97.ª División de Infantería. Otros lucharon al norte del río Danubio cerca de Regen.

## Historia
El XIII SS Cuerpo de Ejército se formó en agosto de 1944 en Breslavia, antes de ser trasladado a Lorena en septiembre. El XIII Cuerpo incluía entonces la 462.° División Volksgrenadier, que carecía de armamento pesado, reforzada por los 1.800 guardiamarinas de la Fahnenjunkerschule VI, los 1.500 hombres de la Nachrichtenschule der Waffen-SS Metz y los 2.000 hombres de la escuela de suboficiales de Wiesbaden. Varias unidades se retiraron a Metz, incluida la 17.ª división de granaderos Panzer SS Götz von Berlichingen. Después de intensos combates, el XIII Armeekorps se retiró a Alemania. El XIII SS Cuerpo de Ejército permaneció en el Frente Occidental hasta el final de la guerra en Europa.

## Comandantes
- SS-Gruppenführer, Hermann Priess
- SS-Gruppenführer, Max Simon

## Orden de batalla
- 17.ª División SS de Granaderos Panzer Götz von Berlichingen
- 38.ª División de Granaderos SS Nibelungen

- 113.° Batallón de Inteligencia del Cuerpo SS
- 113.° Batallón de Artillería del Cuerpo SS
- 113.ª Compañía SS Kraftfahr
- 113.º Tropa de la Policía Militar SS
- Kampfgruppe SS Trümmler